# Adelaide Anne Procter
Pour les articles homonymes, voir Procter.
Adelaide Anne Procter, née le 30 octobre 1825 à Londres et morte dans cette même ville le 2 février 1864, est une poétesse, éditrice et philanthrope britannique. Au cours de sa vie, elle œuvre pour diverses causes, notamment le chômage des femmes et l'aide aux sans-abri, et s'engage activement dans des groupes et journaux féministes. Procter ne se maria jamais. Elle tombe malade, peut-être à cause de ses activités caritatives, et meurt de la tuberculose à l'âge de 38 ans.
La carrière littéraire de Procter commence dès son adolescence. Ses poèmes sont d'abord publiés dans les revues littéraires de Charles Dickens Household Words et All the Year Round avant d'être plus tard rassemblés sous forme de livre. Son engagement caritatif et sa conversion au catholicisme semblent avoir fortement influencé sa poésie, qui traite principalement de sujets tels que le sans-abrisme, la pauvreté et les femmes déchues.
Procter était la poétesse favorite de la Reine Victoria. Sa poésie fut fréquemment rééditée au cours du XIXe siècle, et Coventry Patmore (poète et critique littéraire anglais) la qualifie de poète la plus populaire de l'époque, après Alfred, Lord Tennyson. Ses poèmes sont mis en musique, transformés en hymnes, et publiés aux États-Unis et en Allemagne aussi bien qu'en Angleterre. Cependant, au XXe siècle, sa notoriété s'effrite, et peu de critiques modernes lui ont accordé leur attention. Ceux qui l'ont fait, cependant, affirment que l’œuvre de Procter est notable, notamment pour ce qu'elle révèle de la manière dont les femmes de l'époque victorienne expriment des sentiments par ailleurs réprimés. L'écrivaine Elizabeth Gray regrette quant à elle que « la palette et l'inventivité formelle de cette poétesse victorienne incroyablement emblématique soient restés largement inexplorées ».

## Biographie
Adelaide Anne Procter naît au 25 Bedford Square dans le district de Bloomsbury à Londres, le 30 octobre 1825. Son père Bryan Waller Procter est poète sous le nom de Barry Cornwall et sa mère est Anne Procter (née Skepper). La famille était en contact étroit avec le monde littéraire de l'époque : la romancière Elizabeth Gaskell aimait rendre visite à la famille Procter, et le père, Bryan Procter, était un ami du poète Leigh Hunt, de l'essayiste Charles Lamb et du romancier Charles Dickens, en plus d'être en lien avec le poète William Wordsworth et le critique William Hazlitt. En 1895, son amie Bessie Rayner Parkes témoignera dans un écrit que « tous ceux qui avaient une quelconque d'ambition littéraire semblaient entrer et sortir de la maison sans interruption. Les Kemble, les Macready, les Rossetti, les Dickens, les Thackeray, n'avaient jamais vraiment l'air être des invités, ils semblaient faire partie de l'endroit.» L'autrice et actrice Fanny Kemble écrit que la jeune Adelaide Procter qu'elle « ressemble à l'enfant d'un poète, et à un poète... avec une expression naturellement pensive et ténébreuse, inhabituelle pour une si jeune enfant. »

Dickens parle avec estime de la vive intelligence de Procter. D'après lui, la jeune femme maîtrisait sans difficulté tous les sujets vers lesquels son intérêt la portait :
« Alors qu'elle n'était encore qu'une jeune enfant, elle apprit avec facilité plusieurs des problèmes d'Euclide. En grandissant, elle apprit le français, l'allemand et l'italien […], le piano […], le dessin. Mais, dès qu'elle avait parfaitement triomphé des difficultés d'une branche du savoir, elle perdait tout intérêt pour ce domaine et passait à autre chose.»
Lectrice avide, Procter est essentiellement autodidacte, bien qu'elle ait étudié au Queen College de Harley Street en 1850. Le Queen College avait été fondé 2 ans auparavant par le chrétien-socialiste Frederick Maurice, et parmi les professeurs se trouvaient le romancier Charles Kingsley, le compositeur John Hullah ou encore l'écrivain Henry Morley.
Procter manifesta très jeune une passion pour la poésie et, alors qu'elle était encore une jeune enfant, elle emportait partout avec elle "un petit carnet où les passages de ses poèmes préférés étaient copiés à la main par sa mère Anne avant qu'elle-même ne sache écrire […] tout comme une autre petite fille aurait emmené sa poupée". C'est à l'adolescence que Procter publie son premier poème intitulé « Ministering Angels », qui paraît dans le recueil Heath's Book of Beauty en 1843. En 1853, elle soumet son travail à la revue littéraire de Dickens Household Words, choisissant d'utiliser le pseudonyme de Mary Berwick car elle souhaite que son travail soit jugé sur son propre mérite, et non par rapport à l'amitié entre Dickens et son père. Dickens n'apprendra l'identité de « Berwick » que l'année suivante. Cette première publication marque le début de la longue collaboration de la poétesse avec les revues de Dickens. Au total, Procter publiera 73 de ses poèmes dans Household Words et 7 poèmes dans All the Year Round, dont la plupart sont rassemblés dans les deux volumes de son recueil de poésie Legends and Lyrics. Procter est également publiée dans les revues Good Words et Cornhill.
En plus de son activité de poétesse, Adelaide Procter est éditrice du Victoria Regia, une anthologie de textes d'écrivaines. Ce très bel ouvrage s'impose comme le fleuron de l'imprimerie Victoria Press, une « entreprise d'édition explicitement féministe ».
En 1851, Procter se convertit au catholicisme romain. À la suite de sa conversion, elle devient extrêmement active au sein de diverses causes caritatives et féministes. Elle devient membre du Langham Place Group, dont l'objectif est d'améliorer la condition des femmes, et se lie d'amitié avec les féministes Bessie Rayner Parkes (plus tard Bessie Rayner Belloc) et Barbara Leigh Smith (plus tard Barbara Bodichon). Procter contribue à la fondation en 1858 du English Woman's Journal (Journal de la Femme Anglaise) et, en 1859, de la Société pour la Promotion et l'Emploi des Femmes, deux entreprises dont l'objectif est d'étendre les opportunités économiques et professionnelles des femmes. Bien que sur le papier Procter n'apparaisse que comme une membre parmi d'autres, sa camarade Jessie Bouchrett estimait qu'elle était le « moteur » (« animating spirit ») de la Société. Son troisième recueil de poèmes, A Chaplet of Verses (1861) est publié au bénéfice d'un Refuge de nuit catholique pour femmes et enfants, qui avait été fondé en 1860 à Providence Row dans l'Est de Londres.
Selon une lettre écrite par son ami William Makepeace Thackeray à ses filles cette année-là, Procter se serait fiancée en 1858. L'identité du fiancé reste inconnue, et le mariage proposé n'eut jamais lieu. Selon son biographe allemand Ferdinand Janku, les fiançailles semblent avoir duré plusieurs années avant d'être rompues par le fiancé de Procter. Le critique Gill Gregory suggère que Procter a pu être lesbienne, et amoureuse de Matilda Hays, une autre membre de la Société pour la Promotion et l'Emploi des Femmes. D'autres critiques ont qualifié la relation de Procter et Hays d'« émotionnellement intense ». Le premier recueil de poésie de Procter, Legends et Lyrics (1858) est dédié à Hays et, la même année, Procter écrit un poème intitulé « À M.M.H. » dans lequel Procter « exprime de l'amour pour Hays […], [Hays était une] romancière, traductrice de George Sand, et une figure controversée […] elle portait des vêtements d'homme et avait habité avec la sculptrice Harriet Hosmer à Rome un peu plus tôt dans les années 1850 ». Bien que plusieurs hommes aient montré de l'intérêt pour elle, Procter ne se maria jamais.
Procter tombe malade en 1862. Dickens et d'autres suggèrent que sa maladie a été causée par son travail caritatif acharné, qui « semble avoir injustement mis à l'épreuve ses forces ». Elle tente d'améliorer sa santé par une cure à Malvern, sans succès. Le 3 février 1864, Procter meurt de la tuberculose à la suite de près d'une année d'alitement contraint. Sa mort est décrite par la presse comme un « désastre national » et Procter est enterrée au cimetière de Kensal Green.

## Carrière littéraire
La poésie de Procter est fortement influencée par ses convictions religieuses et ses activités caritatives : les sans-abris, la pauvreté et les « femmes déchues » (le terme anglais, "fallen women", désignait en particulier les prostituées) sont des thèmes fréquents dans son œuvre. Les préfaces de Procter à ses recueils de poésie soulignent les conditions de vie misérables des pauvres, comme dans le poème « La pauvre sans-abri » :

Dans cette rue précise, et à cette même heure,

Dans l'air amer, glacial, sous le grésil cinglant,

Pelotonnée, sous un porche, était une mère,

Avec ses jeunes enfants grelottant à ses pieds.

Elle était silencieuse – qui l'aurait écoutée ?

Hommes et bêtes bien au chaud – mais elle devait rester

Privée de foyer dans l'immense ville cruelle,

Jusqu'au lever du jour dans le froid de l'hiver.

Le catholicisme de Procter influence également ses choix d'images et de symboles : elle fait par exemple de fréquentes références à la Vierge Marie, dans le but de « familiariser les lecteurs laïcs et protestants à la possibilité qu'un ordre divin soit critique à l'encontre des rapports de domination instaurés par l'idéologie victorienne sexiste ».
Procter écrivit plusieurs poèmes au sujet de la guerre (la plupart des poèmes publiés sur ce sujet dans Household Words sont de sa main), bien qu'elle traite rarement directement du sujet, préférant laisser la guerre « en toile de fond, comme quelque chose qu'il faut suggérer plutôt qu'énoncer ». Généralement, ces poèmes dépeignent le conflit comme quelque chose « qui peut unir une nation ayant été divisée par des distinctions de classe ».
Selon le critique Gill Gregory, Procter « ne se pose pas ouvertement la question épineuse du poète, et particulièrement de la femme poète et de son accession à la célébrité », contrairement à de nombreuses autres poétesses de l'époque telles que Felicia Hemans et Letitia Elizabeth Landon. Procter est plutôt préoccupée au premier chef par la classe ouvrière, en particulier par les femmes de classe ouvrière, et par les « émotions des antagonistes des femmes qui n'ont pas pleinement trouvé à s'exprimer ». Procter incarne une esthétique victorienne de la sentimentalité, mais selon Francis O'Gorman, elle le fait avec une « force singulière » : en effet, elle dépeint les affects émotionnels sans simplification, parvenant à maintenir une « énergie émotionnelle [en tension]... vis-à-vis des complexités et des nuances ». Le langage de Procter est clair, épuré : elle confie d'ailleurs à une amie avoir une « peur terrible que ses propos soient incompris ou mal interprétés », et sa poésie est marquée par « la simplicité, la franchise et la clarté d'expression ».

### Réputation
Procter est « extraordinairement populaire » au milieu du XIXe siècle : elle est la poétesse préférée de la Reine Victoria, et le critique Coventry Patmore affirme que la demande autour de ses œuvres est plus grande que pour tout autre poète, à l'exception d'Alfred, Lord Tennyson. Les lecteurs de l'époque prisent dans les poèmes de Procter la clarté de l'expression, bien qu'ils soient alors considérés comme « pas tellement originaux dans la pensée ; [leur mérite est qu'] ils sont en effet les paroles d'un 'cœur croyant', qui épanche son trop-plein ». Procter elle-même exprime peu d'ambition pour son œuvre : son amie Bessie Raynor Parkes est convaincue que Procter est peinée du fait que sa réputation en tant que poète dépasse celle de son père, et dit que Procter aurait affirmé « Papa est un poète, je ne fais qu'écrire des vers ».
La popularité de Procter se poursuit après sa mort en 1864 : en 1881, le premier volume de son recueil Legends and Lyrics a déjà été réédité 19 fois, et le second 14 fois. Nombre de ses poèmes sont adaptés en hymnes, ou diversement mis en musique. Parmi eux se trouve « The Lost Chord », mis en musique par Arthur Sullivan en 1877 : c'est la chanson la plus populaire dans les années 1870 et 1880, à la fois en Grande Bretagne et aux États-Unis. Son œuvre est également publiée aux États-Unis et traduite en Allemand.
Mais en 1938, sa réputation s'est tant dégradée qu'un manuel mentionne ses poèmes uniquement pour les juger « stupides, triviaux et indignes du sujet ». Des critiques tels que Cheri Larsen Hoaeckley, Kathleen Hickok ou Natalie Joy Woodall estiment que l'effondrement de sa renommée est due, au moins en partie, à la manière dont Charles Dickens l'a décrite comme un « modèle d'ange domestique de la classe moyenne » et de « sainte exemplaire et fragile » plutôt que comme une « féministe active et puissante poétesse ». Emma Mason analyse que, bien que le portrait de Procter fait par Dickens ait « éteint l'intérêt des chercheurs modernes » pour elle, il a également « aidé à sauver Procter du genre de conjectures sans fin au sujet de sa vie privée qui ont brouillé l'étude de personnalités féminines comme Letitia Landon ».
Les critiques modernes ont accordé peu d'attention à Procter. Les rares critiques ayant examiné sa poésie la jugent importante pour la manière dont elle exprime en apparence des sentiments conventionnels, tout en les discréditant entre les lignes. Selon Isobel Armstrong, la poésie de Procter, comme beaucoup des œuvres des poétesses du XIXe siècle, emploient des idées et des modes d'expression conventionnels sans nécessairement y adhérer pleinement. 
Francis O'Gorman cite « Une Légende de Provence » comme exemple d'un poème porteur de cette « relation double avec les structures de distinctions de genre qu'il semble prôner ». D'autres critiques depuis Armstrong s'accordent à dire que la poésie de Procter, au-delà de son apparence de littérature de jeune fille convenable, laisse transparaître les signes d'émotions et de désirs réprimés. Kirstie Blair affirme que le refoulement de l'émotion dans l’œuvre de Procter rend les poèmes narratifs d'autant plus puissants, et Gill Gregory analyse que la poésie de Procter explore souvent la sexualité féminine d'une manière non conventionnelle, tout en exprimant une anxiété au sujet des désirs sexuels. Elizabeth Gray, quant à elle, critique le fait que les rares discussions qui parviennent à exister autour de la poésie de Procter se focalisent prioritairement sur le genre, regrettant que « la palette et l'inventivité formelle de cette poétesse victorienne incroyablement emblématique soient restés largement inexplorées ».